# رابرت ال. سیمپسون
رابرت ال. سیمپسون (انگلیسی: Robert L. Simpson؛ ۳۱ ژوئیه ۱۹۱۰ – ژوئن ۱۹۷۷) یک تدوین‌گر () اهل ایالات متحده آمریکا بود.

## زندگی‌نامه
سیمپسون که در سنت لوئیس، میسوری متولد شد، کار خود را در پارامونت پیکچرز در سال ۱۹۳۵ آغاز کرد. در پایان این دهه، او به فاکس قرن بیستم پیوست و بیش از ۳۵ سال در آنجا ماند.

## فیلم‌شناسی
- پالم اسپرینگز (۱۹۳۶)
- طبل‌ها با چرخش پا (۱۹۳۹)
- خوشه‌های خشم (فیلم) (۱۹۴۰)
- دهکده گرینویچ (فیلم) (۱۹۴۴)
- پین آپ دختر (۱۹۴۴)
- جوجه هر یکشنبه (۱۹۴۹)
- به همان جوانی که حس می‌کنی (۱۹۵۱)
- ملکه باکره (فیلم ۱۹۵۵) (۱۹۵۵)
- پادشاه و من (۱۹۵۶)
- آرام جنوبی (فیلم ۱۹۵۸) (۱۹۵۸)
- بست (۱۹۶۱)
- کن کن (۱۹۶۰)
- مزاحم نشو (۱۹۶۵)
- کارآگاه (۱۹۶۸)